# SBS Gayo Daejeon

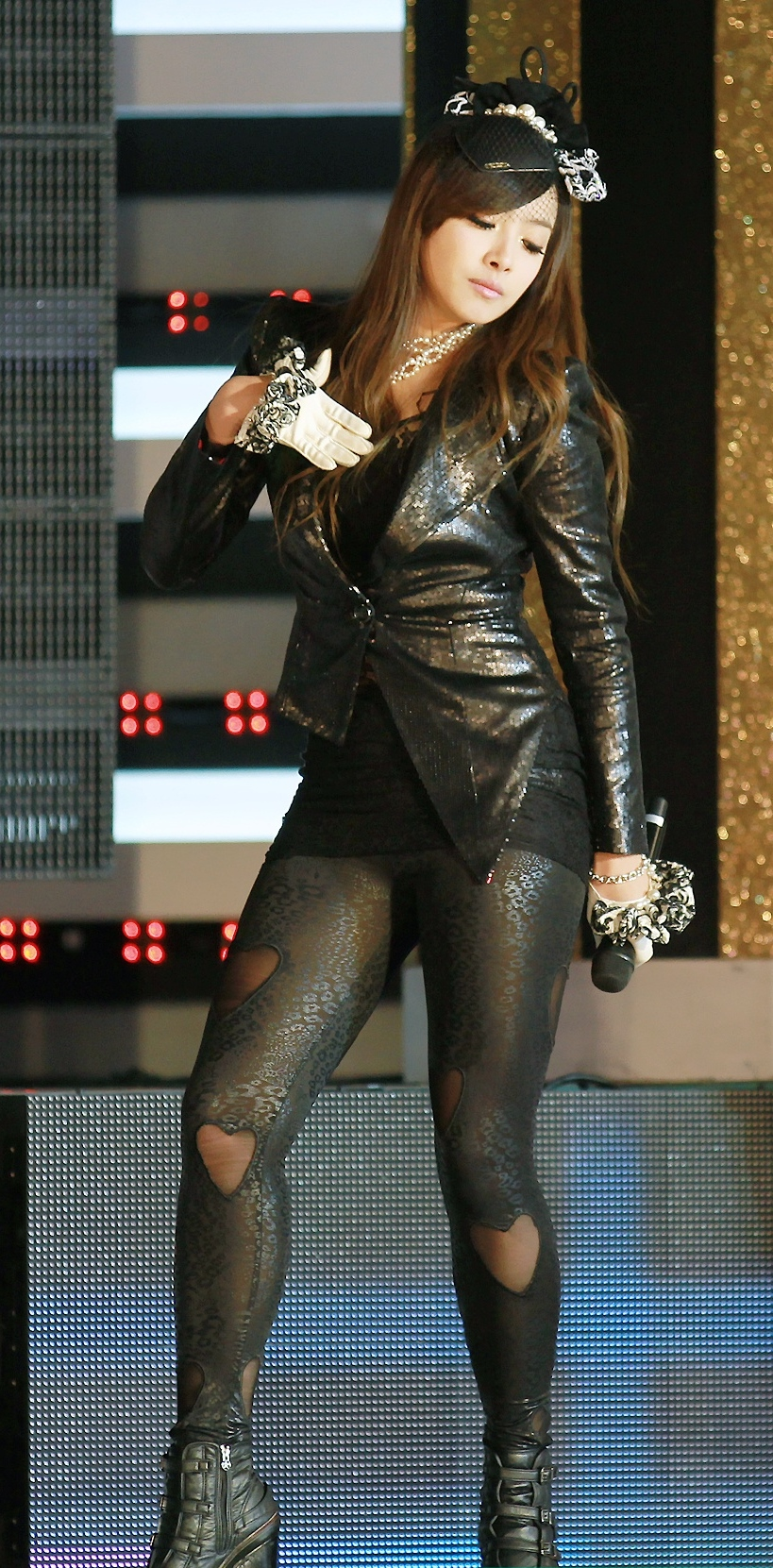
Victoria Song en el SBS Gayo Daejun de 2010

SBS Gayo Daejeon (en hangul, SBS 가요대전) es un festival anual de música que es transmitido por televisión por la cadena Seoul Broadcasting System al final de cada año. El programa se emitió por primera vez en 1997, y los premios se entregaron a artistas musicales entre 1997 y 2006. La sección de entrega de premios del festival se realizó nuevamente en 2014 pero se suspendió al año siguiente.

## Presentadores
| Año  | Presentador                                           | Ref.   |
| ---- | ----------------------------------------------------- | ------ |
| 1997 |                                                       |        |
| 1998 |                                                       |        |
| 1999 |                                                       |        |
| 2000 | Seo Se-won y Chae Rim                                 | [ 6 ]  |
| 2001 |                                                       |        |
| 2002 | Lee Moon-sae y Jeong Ji-yeong                         | [ 7 ]  |
| 2003 | Lee Moon-sae y Kim Jung-eun                           | [ 8 ]  |
| 2004 | Lee Moon-sae y Sung Yu-ri                             | [ 9 ]  |
| 2005 | Lee Moon-sae y Lee Bo-young                           | [ 10 ] |
| 2006 | Lee Moon-sae y Park Jin-hee                           | [ 11 ] |
| 2007 | Lee Hwi-jae y Lee Hyori                               | [ 12 ] |
| 2008 | Lee Chun-hee, Park Ye-jin, y Daesung                  | [ 13 ] |
| 2009 | Heechul, Jung Yong-hwa, y Park Shin-hye               | [ 14 ] |
| 2010 | Heechul, Jung Yong-hwa, Jo Kwon, y Hwang Jung-eum     | [ 15 ] |
| 2011 | Lee Seung-gi, Song Ji-hyo, y Im Yoon-ah               | [ 16 ] |
| 2012 | Suzy, IU, y Jung Gyu-woon                             | [ 17 ] |
| 2013 | Heechul, Sandara Park, y Sung Si-kyung                | [ 18 ] |
| 2014 | Jung Yong-hwa, Nichkhun, Mino, Baro, L, y Song Ji-hyo | [ 19 ] |
| 2015 | IU y Shin Dong-yup                                    | [ 20 ] |
| 2016 | You Hee-yeol, Yuri, y Baekhyun                        | [ 21 ] |
| 2017 | You Hee-yeol y IU                                     | [ 22 ] |
| 2018 | Jun Hyun-moo y Jo Bo-ah                               | [ 23 ] |
| 2019 | Jun Hyun-moo y Seolhyun                               | [ 24 ] |